# Abraham Buschke

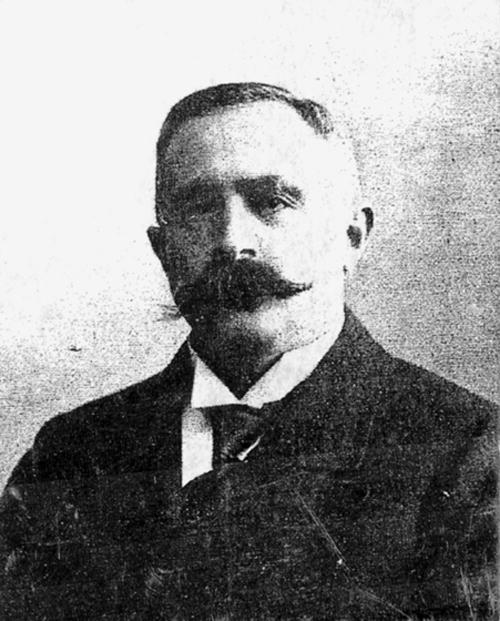
Abraham Buschke, 1907

Abraham Buschke (geboren am 27. September 1868 in Nakel; gestorben am 25. Februar 1943 im Ghetto Theresienstadt) war ein deutscher Dermatologe und Hochschullehrer an der Friedrich-Wilhelms-Universität.

## Leben
Buschke war ein Dermatologe und Oberarzt am Rudolf-Virchow-Krankenhaus in Berlin, wo er als dirigierender Arzt der I. Dermatologischen Abteilung wirkte. Er wurde im Jahr 1933 als Venerologe in den Ruhestand entlassen. Buschke war Spezialist im Bereich Syphilis und Gonorrhoe. Er wurde am 4. November 1942 zusammen mit seiner Frau von Berlin ins KZ Theresienstadt deportiert, wo er im Jahr 1943 starb.

## Entdeckungen und Eponyme
Buschke war wissenschaftlicher Erstbeschreiber des Buschke-Löwenstein-Tumors, der Buschke-Hitzemelanose und des Buschke-Ollendorff-Syndroms, sowie des Scleroedema adultorum Buschke, die daher nach ihm benannt sind.

## Familie
Abraham Buschke war mit Erna Fränkel verheiratet, sie hatten drei Söhne, denen die Flucht vor der deutschen Judenverfolgung gelang, der älteste Albrecht Buschke war Jurist und wurde notgedrungen Schachbuchantiquar in den USA, die beiden anderen wurden Ärzte.

## Veröffentlichungen (Auswahl)
- mit F. Jacobsohn: Geschlechtsleben und Sexuelle Hygiene. Mit […] einem juristischen Anhang von Rechtsanwalt und Notar Dr. Fritz Blankenfeld. Walter de Gruyter & Co., Berlin 1932.
- mit Alfred Joseph und Werner Birkenfeld: Leitfaden der Kosmetik für die ärztliche Praxis. Mit einem Geleitwort von Erwin Gohrbandt. Walter de Gruyter & Co., Berlin 1932.

## Belege
1. ↑  Gedenkbuch - Abraham Buschke. In: Gedenkbuch des Bundesarchivs. Abgerufen am 22. Dezember 2019.

| Personendaten    | Personendaten                             |
| ---------------- | ----------------------------------------- |
| NAME             | Buschke, Abraham                          |
| KURZBESCHREIBUNG | deutscher Dermatologe und Hochschullehrer |
| GEBURTSDATUM     | 27. September 1868                        |
| GEBURTSORT       | Nakło nad Notecią                         |
| STERBEDATUM      | 25. Februar 1943                          |
| STERBEORT        | Ghetto Theresienstadt                     |